# Dẽ cổ đỏ
Dẽ cổ đỏ (danh pháp hai phần: Phalaropus lobatus) là loài dẽ nhỏ thuộc họ Dẽ. Mùa sinh sản, chúng phân bố tại vùng cực ở Bắc Mỹ và đại lục Á Âu. Đây là loài chim di cư, mùa đông chúng thường di chuyển xuống các vùng biển nhiệt đới.
Dẽ cổ đỏ dài khoảng 18 cm, có móng chân thẳng và mỏ khỏe. Trong mùa sinh sản, chim mái có bộ lông màu xám đậm, cổ và ngực màu hạt dẻ, mặt đen và họng trắng.
Tại Việt Nam, dẽ cổ đỏ không phổ biến, chủ yếu ở biển Nghĩa Hưng và vườn quốc gia Xuân Thủy. Năm 2011, loài này đã được ghi nhận tại các vùng ven biển tỉnh Ninh Thuận và Khánh Hòa.

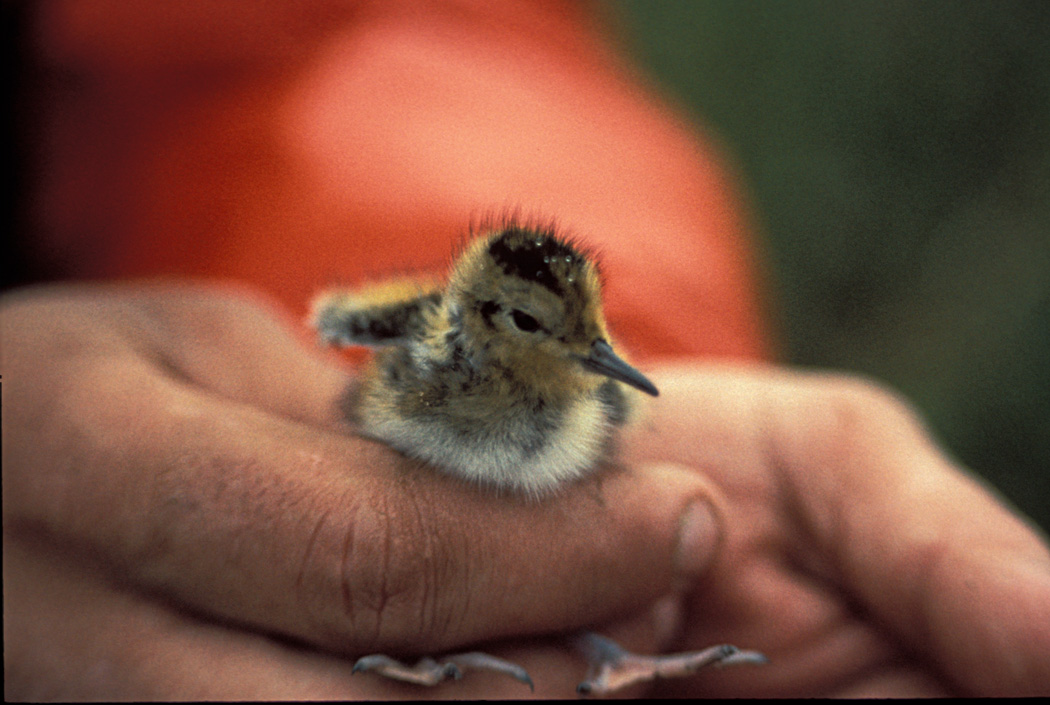
Chim non.

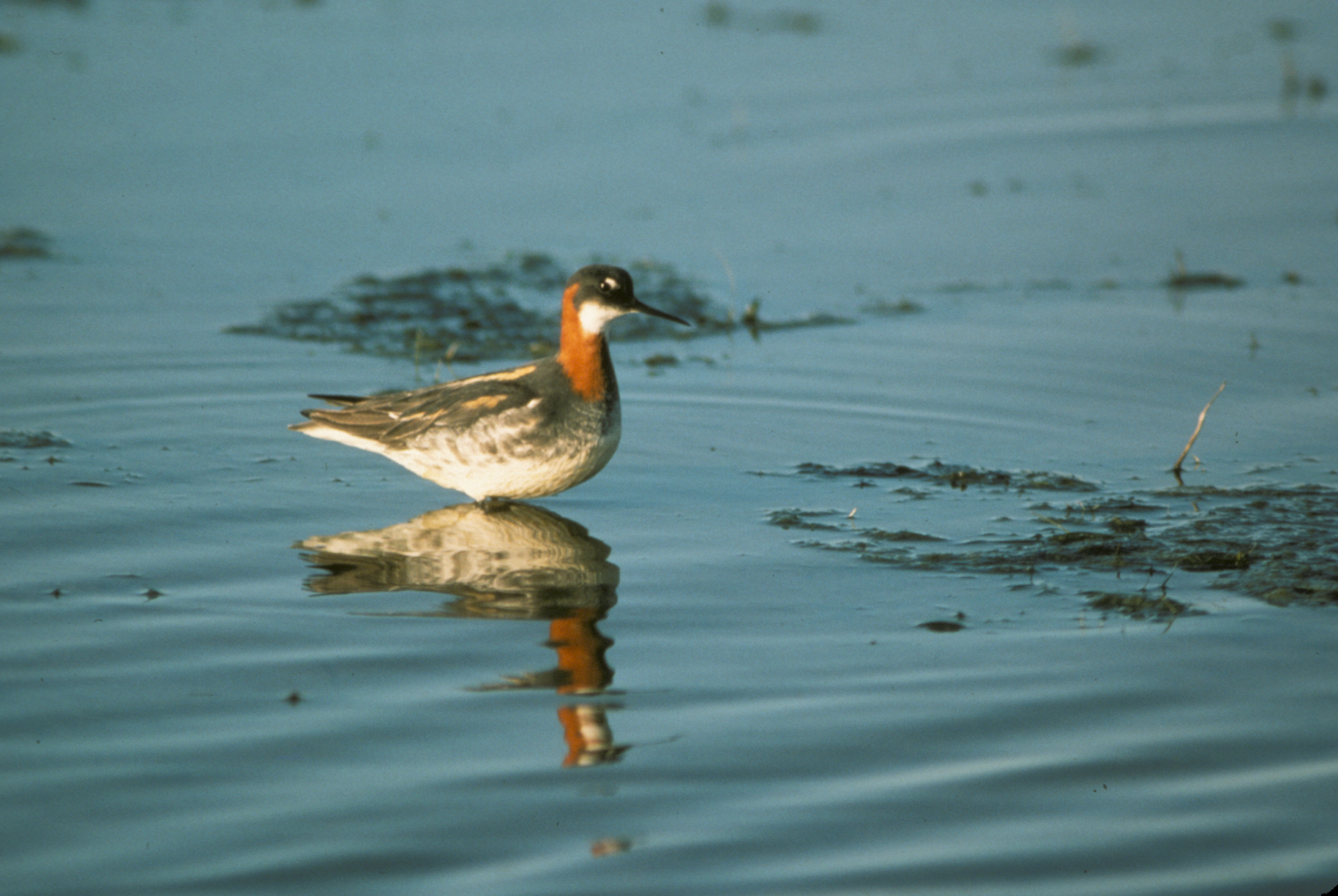

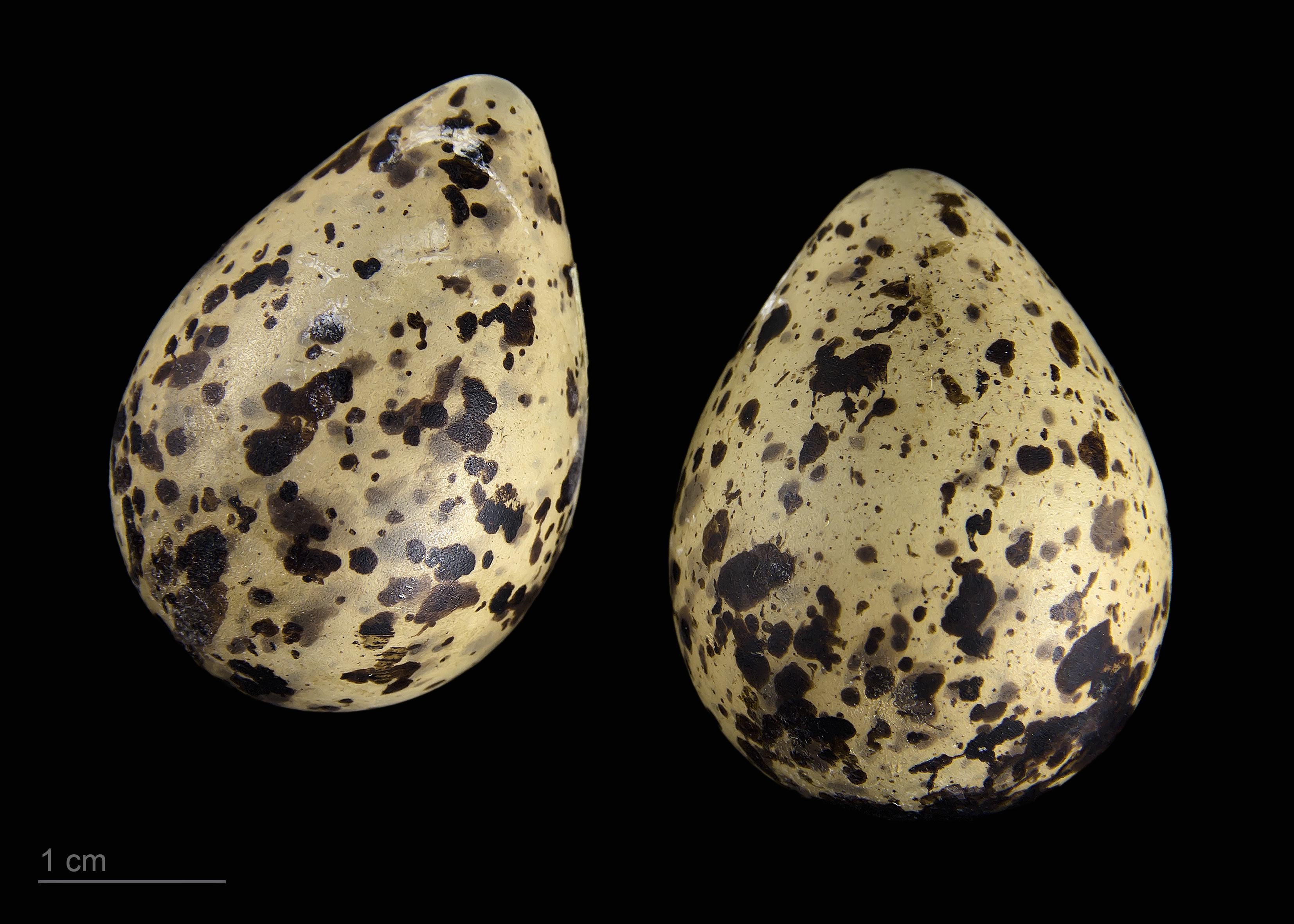
Phalaropus lobatus

## Hình ảnh

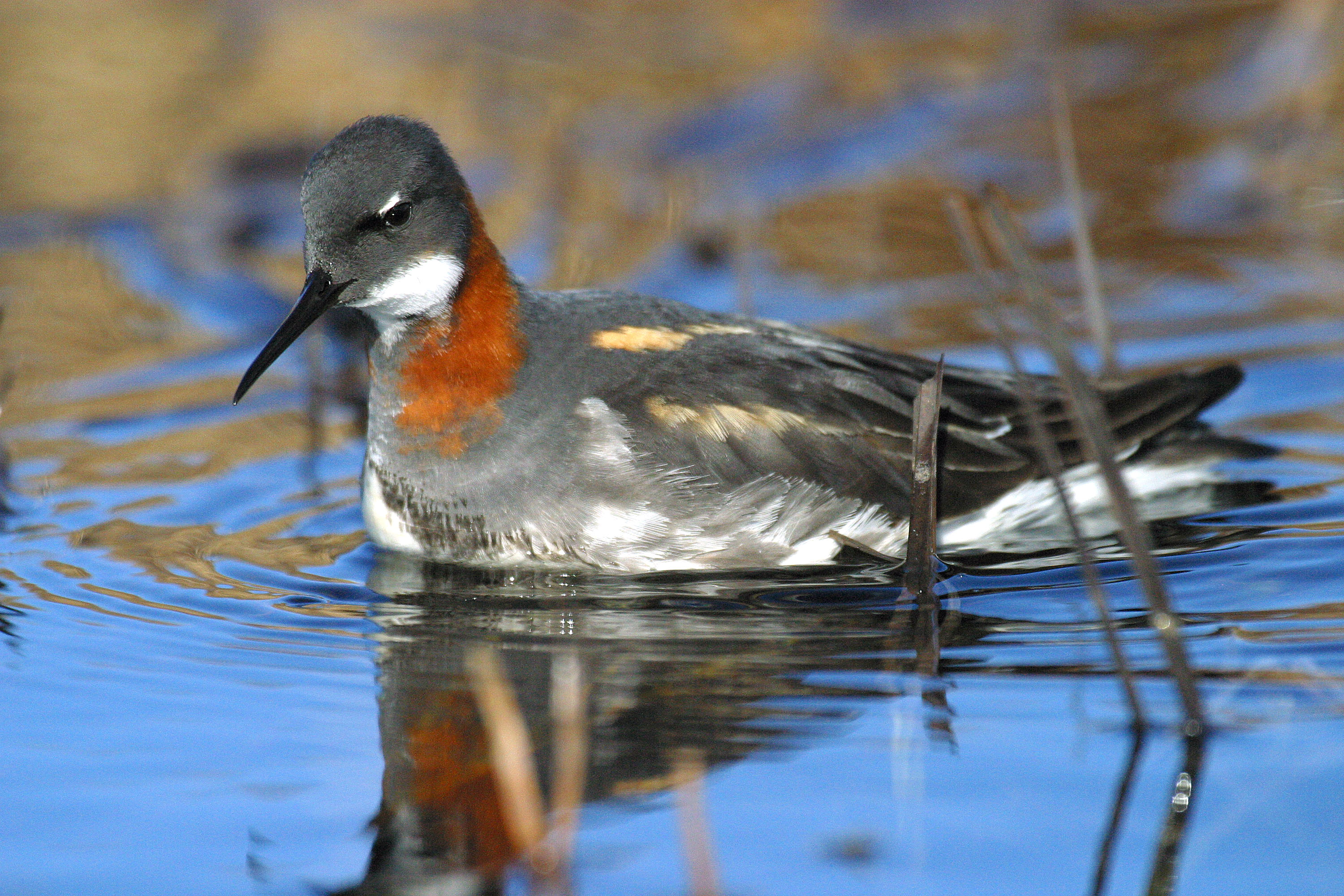
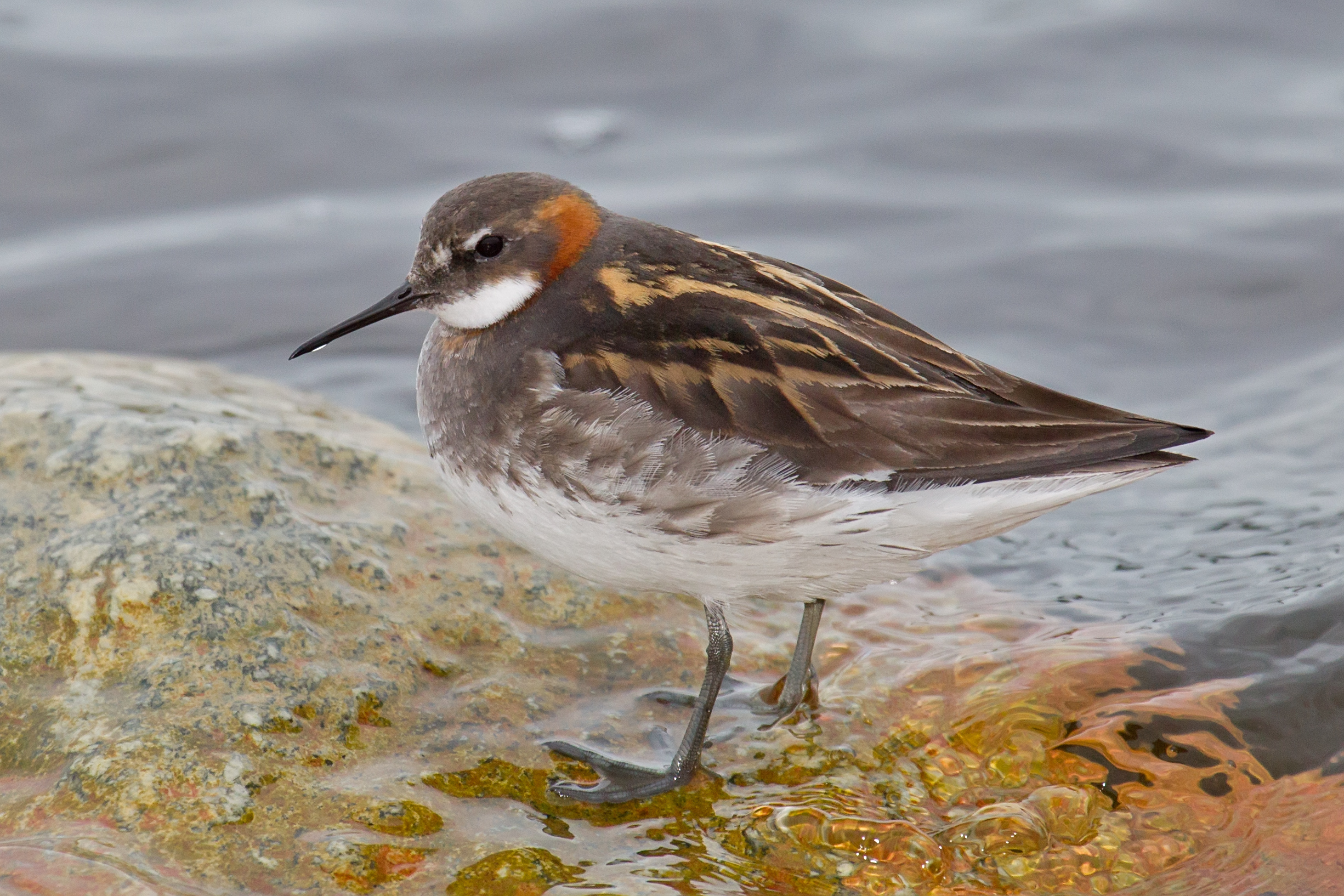
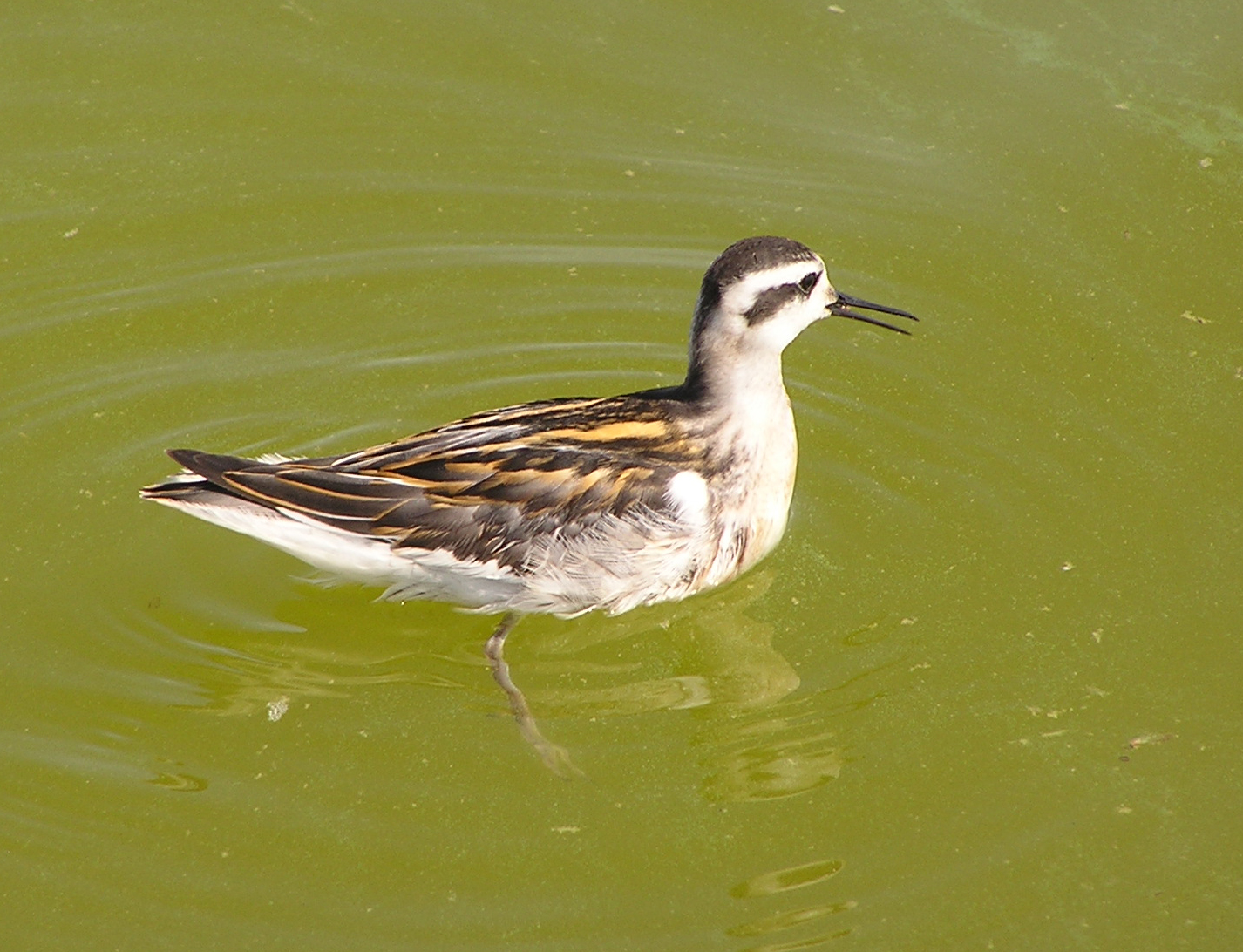
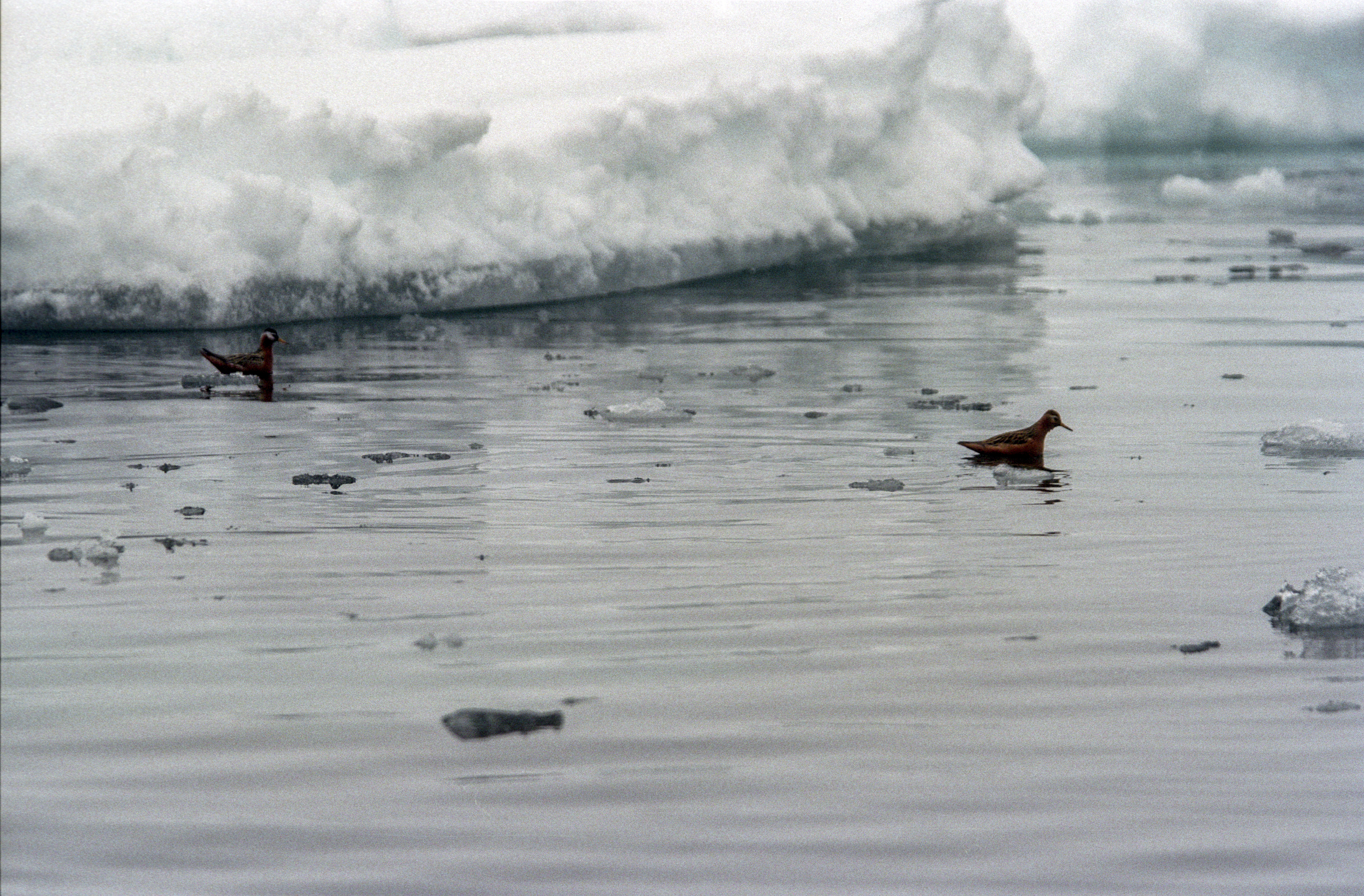